# Reserva Natural Cascada de Wilczka

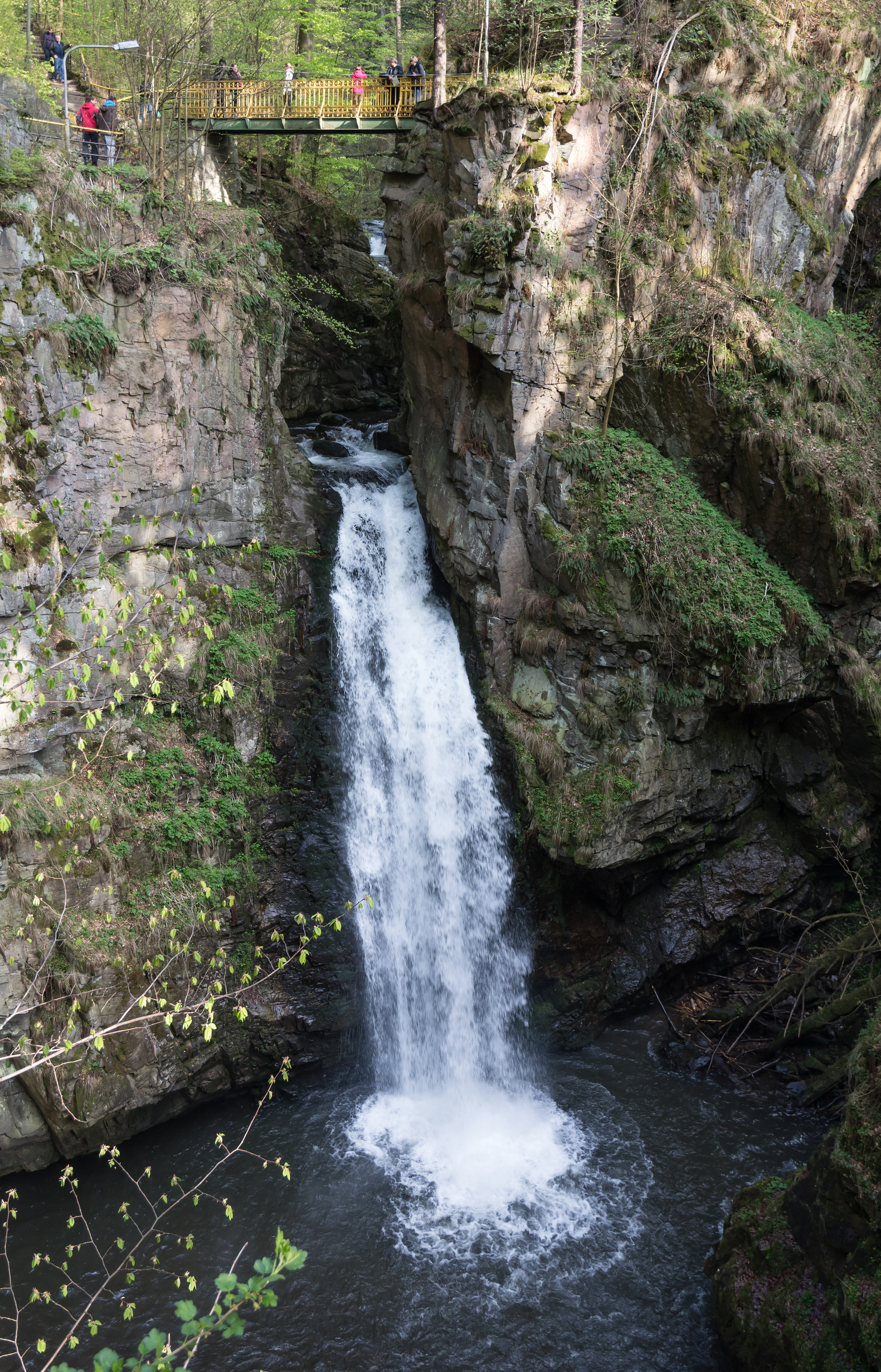
Cascada de Wilczka

La Reserva Natural Cascada de Wilczka (en polaco: Rezerwat przyrody Wodospad Wilczki) es una reserva natural paisajística situada en el voivodato de Baja Silesia, en el distrito de Kłodzko, en el municipio de Bystrzyca Kłodzka, cerca del pueblo Międzygórze.

## Ubicación y descripción
Se encuentra en el Parque Paisajístico de Śnieżnik, a una altitud de 570 m sobre el nivel del mar, dentro de la zona Natura 2000 PLH020016 Montañas de Bialskie y Grupo de Śnieżnik de la ZEC.
Establecida en 1958 en una superficie de 2,75 ha, la reserva incluye la zona alrededor de la cascada, el arroyo Wilczka y su hervidero. En el reglamento de 2012 se estableció que el territorio de la reserva se reducía a 2,65 ha, pero resultó que durante la redacción de este reglamento se habían omitido por error dos subdivisiones. Este error fue corregido en el reglamento del año 2016, que restableció el valor correcto anterior de 2,75 ha.
En la reserva crece un antiguo bosque de hayas con mezclas de abies, arce blanco y pícea. Allí se encuentran las siguientes especies de plantas: cardamine glanduligera, galium odoratum, polygonatum verticillatum, prenanthes purpurea, hordelymus europaeus, helecho hembra, phegopteris connectilis, Dryopteris dilatata, ortiga muerta amarilla y festuca altissima. El microclima fresco, oscuro y húmedo es también propicio para una exuberante vegetación de briófitas. El fondo del barranco y su desembocadura están cubiertos de vegetación de hierbas leprosas con especies vegetales higrófilos como petasites albus, calabacera, cicerbita alpina y lunaria rediviva.

## Cascada
Antiguamente llamada también Wodogrzmoty Żeromskiego, Cascada Wilczka (alemán: Wölfelsfall) está situada en el río Wilczka, en el macizo de Śnieżnik (Sudetes Orientales), cerca de Międzygórze. La altura de la cascada es de 22 m. Es la segunda cascada más grande de los Sudetes polacos, después de la Cascada Kamieńczyk. Antes de la inundación de Europa central de 1997, la cascada era 5 metros más alta. La inundación arrastró lo que resultó ser un umbral artificial de los principios del siglo XIX. Antes de 1945, la cascada tenía hasta 30 metros de altura. El agua cae desde la solera de unos 3 metros de ancho a un pequeño hervidero excavado en micacitas menos resistentes. En invierno, se forma una espectacular cascada de hielo alrededor de la cascada.
La formación de la cascada está relacionada con el surgimiento de una falla terciaria que interrumpe el flujo del río. Las rocas del rápido y del barranco están construidos de los gneises de Gierałtów. El barranco que hay detrás de la cascada, de unos 3 m de ancho, 20 m de largo y 15 m de profundidad, se llama cañón Americano. Después de unos 300 m, el río Wilczka desemboca en un valle mucho más amplio, dividido además por una presa construida en el año 1908.

## Turismo
La primera descripción conocida de este lugar apareció en el año 1781 y fue escrita por H. Reisser. El cañón se consideraba entonces invencible, hasta que en 1834 los oficiales Lutz y von Leuthold lo cruzaron a nado. Desde finales del siglo XVIII era el destino de frecuentes excursiones desde los cercanos balnearios de Lądek-Zdrój y Długopole-Zdrój. En el siglo XIX, durante el reinado de la princesa Mariana de los Países Bajos, se creó un pequeño parque con una fuente sobre la cascada y se arreglaron los alrededores al estilo de un jardín romántico. Por iniciativa de los hermanos Negler, se construyeron escaleras, barandillas y pasarelas con acceso a los miradores y al fondo del barranco. En este tiempo, se cobraba una cuota por visitar la cascada. Hasta hoy en día no se ha conservado ningún rastro del antiguo trazado del parque.
En la actualidad, los turistas pueden visitar la reserva gracias a las marcadas rutas de senderismo.
- Cerca de la reserva pasa una ruta turística roja desde Międzygórze hasta el monte Igliczna.[4]
- Para los visitantes hay un puente de acero sobre la cascada y un mirador en el lado opuesto.
- En la reserva hay dos rutas didácticas.
- A unas decenas de metros de la cascada, en la vía a Międzygórze, hay un hotel y un aparcamiento.[4]